# Hubie Brooks
Pour les articles homonymes, voir Brooks.
Hubert Brooks Jr. (né le 24 septembre 1956 à Los Angeles, Californie, États-Unis) est un ancien joueur américain de baseball. Il a évolué dans les Ligues majeures de 1980 à 1994, notamment pour les Mets de New York et les Expos de Montréal.

## Carrière
La carrière de Hubie Brooks s'est étalée sur 15 saisons, au cours desquelles il a participé à 1645 matchs, compilant 1608 coups sûrs, 149 coups de circuits, 824 points produits et 656 points marqués. Sa moyenne au bâton s'élève à ,269. En défensive, il a d'abord été utilisé comme joueur de troisième but à New York, avant d'être converti en joueur d'arrêt-court par Montréal, puis enfin en voltigeur.

### Mets de New York
Tout premier choix (3e au total) des Mets de New York en 1978, Hubie Brooks joue son premier match dans les majeures le 4 septembre 1980 contre les Padres de San Diego. Il obtient son premier coup sûr deux jours plus tard.
Il frappe 110 coups sûrs à sa saison recrue en 1981 et maintient une moyenne au bâton de ,307. Il prend la 3e place au scrutin visant à élire la recrue de l'année dans la Ligue nationale, derrière Fernando Valenzuela et Tim Raines.
Le 10 décembre 1984, Hubie Brooks passe aux Expos de Montréal en compagnie de Mike Fitzgerald, Herm Winningham et Floyd Youmans dans l'échange qui envoie Gary Carter à New York.

### Expos de Montréal
Avec les Expos, Brooks établit des sommets en carrière de 100 points produits en 1985 et 20 circuits en 1988 (total qu'il rééditera avec Los Angeles en 1990). Il remporte des Bâtons d'argent en 1985 et 1986 et est invité au match des étoiles du baseball en 1986 et 1987. En 1986, il a d'ailleurs présenté sa meilleure moyenne au bâton en carrière (,340).
Lors du match des étoiles de 1987 à Oakland, Brooks frappa un simple en 13e manche alors que le pointage était toujours de 0-0, pour être l'un des deux joueurs à marquer sur le triple de son coéquipier des Expos, Tim Raines, qui permit à l'équipe de la Ligue nationale de blanchir celle de l'Américaine 2 à 0.

### Dernières saisons
Devenu joueur autonome, Brooks signe avec les Dodgers de Los Angeles, avec qui il cogne 20 circuit et produit 91 points en 1990. Après la saison, il est échangé à son équipe originale, les Mets de New York, en retour des lanceurs Bob Ojeda et Greg Hansell.
Les Mets l'échangent aux Angels de la Californie après la saison 1991 contre le voltigeur Dave Gallagher.
Brooks joue pour les Angels un an, puis signe comme agent libre avec les Royals de Kansas City, où il évolue lors de ses deux dernières campagnes (1993 et 1994).